# John Weever
John Weever (Preston, 1576 – 1632) è stato un antiquario e poeta inglese.

## Biografia
John Weever nacque a Preston, nel Lancashire, e studiò al Queen's College dell'Università di Cambridge dove ottenne la laurea il 16 aprile 1598. L'anno successivo pubblicò a Londra Epigrammes in the Oldest Cut, and Newest Fashion, un'antologia che conteneva epigrammi di Shakespeare, Samuel Daniel, Ben Jonson, Michael Drayton, Edmund Spenser, William Warner e Christopher Middleton.
L'anno successivo pubblicò l'epillio Faunus and Melliflora, mentre nel 1601 fu probabilmente l'autore dell'anonimo The Whippinge of the Satyre, un pamphlet che si scagliava duramente contro gli autori di satire come Everard Guilpin, John Marston e Ben Jonson. Nello stesso anno produsse anche due volumi di opere di carattere più religioso, The Mirror of Martyrs e An Agnus Dei.
Nel 1631 pubblicò Ancient Funerall Monuments, che ebbe il merito di essere il primo libro dedicato interamente allo studio delle tombe, dei memoriali e degli epitaffi. Nel suo studio sui monumenti funebri Weever prese in considerazione oltre un migliaio di iscrizioni sulle lapidi nei cimiteri di Canterbury, Rochester, Londra e Norwich; il volume racchiudeva anche alcune informazioni e considerazioni che Weeber aveva raccolto durante i suoi viaggi in Francia, Italia, Scozia e Paesi Bassi. 
John Weever morì dal febbraio e il marzo 1632 nella sua casa a St James's Church, Londra, e fu sepolto nel quartiere. Weever fu sposato con una certa Anne, anche se l'identità della donna non è chiara, dato che a St. James Church si erano sposati tre uomini di nome John Weever, ognuno dei quali aveva preso in moglie una donna chiamata Anne. La moglie di Weever potrebbe essere quindi Anne Edwards (1614), Anne Panting (1617) oppure Anne Weaver, che era vissuta nella parrocchia e aveva fatto testamento nel 1647.

## Opere (parziale)
- Epigrammes in the Oldest Cut, and Newest Fashion (1599)
- Faunus and Melliflora (1600)
- The Whippinge of the Satyre (attribuito, 1601)
- The Mirror of Martyrs or The Life and Death of ... Sir John Oldcastle (1601)
- An Agnus Dei (1601)
- Ancient Funerall Monuments (1631)